# サバンナ包囲戦
サバンナ包囲戦（サバンナほういせん、英: Siege of Savannah、または第二次サバンナの戦い）は、アメリカ独立戦争中の1779年に、ジョージア植民地サバンナ市支配を巡って戦われた戦闘である。この前年、サバンナ市はイギリス軍のアーチボルド・キャンベル中佐が指揮する遠征隊によって占領されていた。この包囲戦はフランス軍とアメリカ軍の連合によってサバンナ市を奪回すべく、1779年9月16日から10月18日まで行われた。10月9日、イギリス軍の守る砦に対して集中攻撃が行われたが失敗した。この攻撃で、アメリカ側で参戦していたポーランドの貴族カジミール・プラスキが致命傷を負った。米仏連合軍の包囲戦は失敗し、イギリスのサバンナ市支配は、アメリカ独立戦争の終戦が近い1782年7月まで続いた。

## 背景
イギリス軍は独立戦争の初期段階で植民地北部での作戦に失敗し、植民地南部でロイヤリストの支援を得ながら作戦を展開する戦略に転換した。その第一歩はジョージアのサバンナとサウスカロライナのチャールストンを占領することだった。1778年12月に行われた遠征では、アメリカ側民兵と大陸軍の守備隊もほとんど抵抗できず、サバンナ市が占領された。大陸軍は再結集し、1779年6月までにチャールストン市を守るために集まった民兵と大陸軍の総勢は5,000ないし7,000名になっていた。この部隊を指揮したベンジャミン・リンカーン将軍は、海軍の協力が無ければサバンナを取り戻すことはできないと判断し、1778年の米仏同盟で参戦したフランスに頼ることになった。
フランス海軍の提督デスタン伯爵は1779年の前半をカリブ海で過ごし、イギリス艦隊と互いに相手の動きを探っていた。7月にグレナダを占領する成果を上げた後で、アメリカ軍から要請のあったサバンナ攻撃を支援することにした。9月3日、ハリケーンのシーズンであるにも拘わらず数隻のフランス艦船がチャールストンに到着し、デスタン伯爵が25艦のフランス戦列艦隊に4,000名の将兵を載せてジョージアに向かっていると知らせてきた。リンカーンとフランスの特使はサバンナ攻撃の作戦で合意し、9月11日、リンカーンは2,000名以上を率いてチャールストンを出発した。

### イギリス軍の守り
この地域のイギリス軍の守りは、サバンナに約2,500名の正規兵、ジョン・メイトランド大佐の指揮する900名がサウスカロライナのビューフォートに、約100名のロイヤリスト民兵がジョージアのサンベリーに居る状況だった。サバンナを本拠地にしてこれら部隊を指揮したオーガスティン・プレボスト将軍は、フランス海軍がサバンナに到着し始めた時に完全に不意を衝かれた形になり、ビューフォートとサンベリーに駐屯する部隊を呼び戻し、サバンナの防衛に当たらせることとした。
イギリス陸軍工兵隊のジェイムズ・モンクリーフ大尉は、侵略軍を撃退するために砦の要塞化を任された。アフリカ系アメリカ人奴隷200ないし300人を使い夜を日に次いで働かせた結果、サバンナ市の郊外に1,200フィート近い塹壕線を築き、方形堡も設けた。

## 包囲
デスタン伯爵は9月12日にサバンナ市下流で部隊の上陸を始めさせた。9月16日には市内に向かって行軍を始めた。デスタンは勝利を確信し、リンカーンの部隊がビューフォートからサバンナに向かって来るメイトランドの部隊を妨害してくれると信じ、プレボストに降伏の機会を与える提案をした。プレボストは即答を避け、一日の猶予を求めた。メイトランド隊を妨害する任務が誰にあるかについて意思疎通が無かったために、ヒルトンヘッド島と本土を隔てる水路が無警戒となり、メイトランド隊は休戦が終わる数時間前にサバンナ市に到着することができた。プレボストからデスタンへの回答は丁重な拒絶だった。このときリンカーン隊もサバンナ市郊外に到着していたにも拘わらずの回答だった。
デスタンはイギリス軍守備隊への強襲という考えを捨て、艦船から降ろした大砲でサバンナ市への砲撃を始めさせた。サバンナ市は塹壕で守られており、10月3日から8日まで続いた砲撃に耐え続けた。あるイギリス兵は「町の外観は悲観的な予測に耐えていた。一発の被害も受けていない家はほとんど無い状態だった」と記した。
砲撃でも望んでいた成果を上げられなかったとき、デスタンは考えを変え、集中攻撃を試みるときだと判断した。その艦隊では壊血病と赤痢が問題となるまでになっており、物資も乏しくなっていたこともあり、この作戦を速く終わらせたいという欲求に動かされた。伝統的な包囲を続けていれば最終的に成功したかもしれないが、それではデスタンが考えていた以上に長く掛かるはずだった。

### 総攻撃
デスタンは部下の多くから忠告を受けたのにも拘わらず、10月9日朝にイギリス軍陣地に対する攻撃を掛けさせた。この攻撃はその詳細が機密裡に行われることにも依存しており、それはプレボストを確かに欺いていた。作戦は午前4時に開始されることとされた。霧のためにスプリングヒルの方形堡を攻撃することになっていた部隊は湿地で道に迷い、攻撃が始まったのは夜明け近くになっていた。イギリス軍陣地右翼の方形堡を攻撃目標に選んだのは、そこが民兵のみで守られていると考えたことも影響していた。実際には民兵に加えてメイトランドの率いてきた中隊のスコットランド兵も守っていた。この部隊はストノフェリーの戦いで功績を挙げていた。民兵の中にはライフル狙撃兵がおり、総攻撃が始まったときにたやすくフランス兵の白い制服を標的にできた。デスタン自身は2度負傷した。ポーランド人士官でアメリカ軍に着いていたカジミール・プラスキーが致命傷を負った。攻撃の第二波が方形堡に届くまでに第一波は総崩れになっていた。方形堡の下の塹壕は死体で埋まった。イギリス軍陣地の他の場所に対して行われた陽動攻撃は容易に撃退された。
攻撃の第二波はスウェーデン人のフォン・ステディンク伯爵が指揮しており、最後の塹壕線まで占領できた。ステディンクは後にその日誌で「最後の塹壕線にアメリカ軍旗を立てる栄誉に浴したが、敵軍がその攻撃を新たにし、我が軍は十字砲火を浴びて壊滅した。」と記していた。ステディンク隊は圧倒的なイギリス軍のために押し返され、わずか20名を残すだけで撤退した。ステディンク自身も負傷していた。後に「撤退の瞬間、死にゆく仲間の絶叫が私の心を突き通し、私の人生でも最も辛い時だった」と記した。
デスタンは1時間の殺戮が続いた後で退却を命じた。10月17日、リンカーンとデスタンは包囲を解いた。

## 戦いの後
この戦闘は独立戦争の中でも最も流血の多いものの1つとなった。プレボストは米仏連合軍の損失を1,000ないし1.200名としていたが、実際の損失は戦死244名、負傷は600名近く、捕虜は120名で、十分厳しい結果となった。イギリス軍の損失は比較的軽く、戦死40名、負傷63名、不明52名だった。イギリス軍北アメリカ総司令官のヘンリー・クリントンは「この戦争全体で最も偉大な出来事だと考える」と記し、その報せがロンドンに届いたときには祝砲が撃たれた。
イギリスの作家チャールズ・ディケンズは小説『バーナビー・ラッジ』の中で、ジョー・ウィレットが負傷し右腕を失った場所としてサバンナ包囲戦を選んだが、これは包囲戦でのイギリス軍勝利の評判があったからだった。
現在も存続する州兵陸軍部隊、すなわち第118野砲隊、第131憲兵隊、第263対空砲隊が、このサバンナ包囲戦に参加した部隊の流れを嗣いでいる。植民地時代からその起源を遡ることのできる部隊は現アメリカ陸軍で30部隊を数えるのみである。

### 戦場の考古学

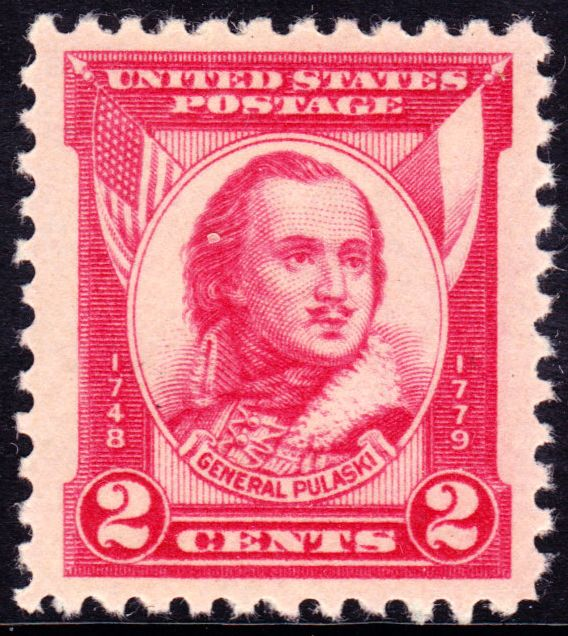
カジミール・プラスキ将軍の切手、1931年発行、2セント

2005年、海岸歴史遺産協会とLAMAR研究所の考古学者がスプリングヒルでイギリス軍が陣地を敷いた場所を発見した。そこは1779年10月9日に米仏連合軍の攻撃に耐えた所だった。この発見は初めて戦場の具体的な名残を示した。2008年、同じく考古学チームがマディソンスクエアでイギリス軍の別の砦部分跡を発見した。この詳細な報告書は海岸歴史遺産協会のサイトで入手できる。海岸歴史遺産協会は現在もサバンナの継続プロジェクトを終わらせようとしており、戦場の概要が掴める場所を検討している。この中にはサバンナ市の西、ユダヤ人墓地にいたハイチ人予備兵の陣地も含まれている。
2011年2月に考古学調査の報告と公開討論が行われ、サバンナの独立戦争戦場を管理していくための提案が行われた。海岸歴史遺産協会の考古学者リタ・エリオットはサバンナにおける独立戦争の発見が、2007年から2011年に行われた2つの「戦火のサバンナ」プロジェクトから来ていると明らかにした。このプロジェクトは塹壕、砦、戦闘の残骸など驚くべき発見を報告した。この研究は住民や観光客がこの場所に興味を抱いていることも示した。考古学者はこの発見を説明し、地域住人の収入を生み、生活の質を向上させる方法を探索していると述べた。
この戦闘は毎年プラスキ将軍記念日（10月11日）に大統領声明によって記念されている。

### ハイチ革命家の影響
この戦闘はハイチ人の歴史でも記憶されている。ハイチのサン＝ドマングから来た有色自由人500名以上からなるサン＝ドマング志願猟兵隊がフランス側で戦った。独立ハイチの国王になったアンリ・クリストフがこの部隊に参加していたと考えられている。それほど著名ではない多くのハイチ人がこの部隊で従軍し、ハイチ革命では反乱軍の士官になった。特にこの部隊が募集されたカパイシャンのあるノースプロビンスでは結果を残した。